# 山崎まさや
山崎 まさや（やまざき まさや、本名及び旧芸名：山崎 方也〈読み同じ〉、1970年1月18日 - ）は、日本のお笑い芸人。
神奈川県横浜市保土ケ谷区出身。横浜高等学校卒業。元ジョーダンズのツッコミ担当。身長180cm、体重78kg。

## 来歴
1990年代初頭、東八郎の私塾に入塾していたが、東の急逝後には志村けんの付き人をしており、当時は『志村けんのだいじょうぶだぁ』に端役で出演するなどしていた。
その後、テレビ東京の深夜番組『ギルガメッシュないと』にレギュラー出演、知名度を上げる。
オフィス北野入り後、1992年に三又忠久（現：三又又三）とジョーダンズを結成。1997年から『ボキャブラ天国』にコンビ出演し人気を博すも、2007年2月に解散。
解散後はピン芸人として活動。『TVチャンピオン』など、バラエティ番組や情報番組でリポーターをすることが多い。
2013年1月には長野県諏訪郡原村『きよみず農園』のイメージキャラクター『陽と土間-ひとづま-トマト大使』に任命された。
2015年9月にオフィス北野を離れ、その後は約6年半に渡り横浜市を中心にフリーで活動していたが、2022年2月よりサーブプロモーションに所属している。

### エピソード
- 誕生日がビートたけしと同じである。
- 横浜高校の同級生に元Every Little Thingの五十嵐充がいる[1]。
- 横浜DeNAベイスターズの熱狂的ファンで、アッコにおまかせではベイスターズコーナーを担当していた。また、横浜DeNAベイスターズのファンフェスタの司会進行役を10年担当した。

## メディア出演

### バラエティー
- テリー伊藤の今夜も傾奇流!（BSフジ、2015年5月20日～）
- 今日からベイスターズ（JCOM、メインMC）
- デイリーニュースよこはま（JCOM、ニュースキャスター）

過去の出演
- 志村けんのだいじょうぶだぁ - エキストラ出演（通行人やバスの待ち人などの役）
- ギルガメッシュないと
- ボキャブラ天国 - 『黄金〜』（1997年）よりジョーダンズとして出演
- 森田一義アワー 笑っていいとも!
- とんねるずのみなさんのおかげでした - 「第2回細かすぎて伝わらないモノマネ選手権」に出場。
- 世界バリバリ☆バリュー
- TVチャンピオン
- ベイスターズくらぶ
- スパイスTV どーも☆キニナル!
- 今夜もドル箱!!（2008年4月〜2011年3月29日）
- アッコにおまかせ! - 横浜ベイスターズ応援プロジェクト
- 山中秀樹のあそびにマジメ（2011年5月〜2015年4月）
- 志村けんと行く!勝手にドッキリ感動旅!（テレビ東京）
- THE野球盤 L!VE2013（フジテレビONE）
- THE 野球盤L!VE 2015開幕直前SP（フジテレビONE）
- 東京の山の達人 海の達人（TOKYO MX）
- Oh! ベイスターズ2015（2015年7月18日放送回、TBS）
- Japania-TV（TOKYO MX2）

### テレビドラマ
- GTO 第一話（1998年）
- 暴れん坊将軍IX 第36話「悪徳商法をつぶせ! 二人の父を持つ若女房」（1999年、テレビ朝日） - 文吉役
- 青に恋して! 〜サッカー通と4人の美女の物語〜（2002年、フジテレビ、日韓W杯開催記念）
- こころ（2003年）
- 華麗なるスパイ 最終話（2009年）
- 嬢王3 〜Special Edition〜 第11話（2010年）
- 撮らないで下さい!!グラビアアイドル裏物語 第9話（2012年）
- ビギナーズ! 第3話（2012年）
- 月曜ゴールデン（TBS）
  - 「駅弁刑事・神保徳之助6」（2012年）
  - 「警視庁心理捜査官・明日香3」（2013年）
- タンクトップファイター 第6話（2013年） - 小泉透役
- 秋のドラマ特別企画「最強のオンナ」（2014年）
- 歌舞伎町弁護人 凛花（2019年5月4日、11日、BSテレ東）- 広田部長 役[2]
- ペットドクター花咲万太郎の事件カルテ（2022年3月26日、BS-TBS） - 金村義光 役
- 法廷のドラゴン 第7話・最終話（2025年2月28日・3月7日、テレビ東京） - 裁判長 役[3]

### Vシネマ
- 実録マフィアンヤクザIII BADWORLD（2011年） - 平井健輔（覆面調査員）

### その他
- ニューギン「花慶の日」イベント司会（2009年～）
- HRKテレビショッピング リポーター
- 今日から!ベイスターズ（2015年8月～、神奈川ケーブルテレビ共同制作）
- デイリーニュース (横浜/南横浜)（2016年4月～、J:COMチャンネル） - キャスターとして木曜日と金曜日担当